# Sư đoàn 302, Quân đội nhân dân Việt Nam
Sư đoàn 302 là một sư đoàn bộ binh thuộc Quân khu 7 của Quân đội nhân dân Việt Nam. Sư đoàn hiện đóng quân trên địa bàn xã Cẩm Mỹ, tỉnh Đồng Nai.

## Quá trình phát triển
Trước yêu cầu nhiệm vụ chiến đấu bảo vệ biên giới Tây Nam Tổ quốc, Chấp hành Chỉ thị của Bộ Quốc phòng, Bộ tư lệnh Quân khu 7 đã quyết định tổ chức một bộ phận lực lượng chủ yếu gồm Sư đoàn 2 đặc công và một số đơn vị của Sư đoàn bộ binh 3, thành Sư đoàn 302 làm nhiệm vụ thường trực chiến đấu, trực thuộc Bộ tư lệnh Quân khu 7.
Ngày 16 tháng 12 năm 1977 tại cánh rừng cao su thuộc Làng Hai, xã Lộc Thái, huyện Lộc Ninh, tỉnh Sông Bé (nay là tỉnh Bình Phước), Sư đoàn bộ binh 302 được thành lập.
Chỉ ba ngày sau khi thành lập, Sư đoàn 302 đã nhận nhiệm vụ chiến đấu bảo vệ biên giới Tây Nam. Quán triệt tinh thần chỉ đạo của Đảng ủy - Bộ Tư lệnh Quân khu, sau 10 ngày đêm liên tục chiến đấu, Sư đoàn 302 đã hoàn thành tốt nhiệm vụ chiếm lĩnh các mục tiêu trên tuyến biên giới Tây Nam. Sau đó, Sư đoàn được giao nhiệm vụ giữ tuyến phòng thủ biên giới thuộc địa bàn tỉnh Sông Bé.
Tháng 7/1978, Sư đoàn tham gia chiến dịch “Thời cơ” trong đội hình của Sư đoàn 5. Hoàn thành nhiệm vụ chiến dịch, Sư đoàn 302 được lệnh hành quân về tuyến biên giới Tây Ninh, làm nhiệm vụ giữ tuyến phòng thủ Lò Gò - Xa Mát, thay thế vị trí cho Quân đoàn 3.
Ngoài nhiệm vụ phòng thủ biên giới, Sư đoàn được giao nhiệm vụ đột xuất, chủ động đưa lực lượng trinh sát tinh nhuệ, trang bị gọn nhẹ, luồn sâu vào hậu cứ địch, giải thoát cho trên 4.000 cán bộ cách mạng và nhân dân Campuchia đang bị quân Pol Pot truy diệt. Trong số cán bộ cách mạng được giải thoát, nhiều người sau này đã trở thành những cán bộ cao cấp trong Quân đội và Chính phủ Vương quốc Campuchia.
Ghi nhận những thành tích to lớn của Sư đoàn trong chiến đấu bảo vệ Tổ quốc, trong xây dựng đơn vị và làm nhiệm vụ quốc tế giúp nhân dân Campuchia bảo vệ thành quả cách mạng, ngày 22 tháng 12 năm 1979, Chủ tịch nước đã ký quyết định phong tặng Sư đoàn 302 danh hiệu cao quý Anh hùng lực lượng vũ trang nhân dân.
Trong suốt 10 năm làm nhiệm vụ quốc tế ở Campuchia (1979-1989), với chức năng đội quân chiến đấu, đội quân công tác, vừa chiến đấu bảo vệ, vừa giúp bạn cứu đói, cứu đau, phục hồi sản xuất, Sư đoàn luôn nêu cao chủ nghĩa anh hùng cách mạng, tình cảm quốc tế trong sáng, thủy chung son sắt và đã hoàn thành xuất sắc nhiệm vụ mà Đảng, Nhà nước, nhân dân giao phó.

## Tổ chức sư đoàn

### Ban chỉ huy
- Sư đoàn trưởng: Đại tá Vũ Đức Hiến
- Chính ủy: Đại tá Đỗ Huy Hạnh
- Phó sư đoàn trưởng, Tham mưu trưởng: Đại tá Nguyễn Thành Chung
- Phó Sư đoàn trưởng: Trung tá Nguyễn Hoàng Phúc
- Phó Sư đoàn trưởng: Đại tá Đặng Đình Khoa
- Phó Chính ủy: Đại tá Lê Tấn Dung
- Chủ nhiệm Chính trị: Đại tá Hoàng Trung Sáng

### Các đơn vị trực thuộc
- Trung đoàn 88 – Đoàn Tu Vũ (thành lập ngày 01/7/1949)
- Trung đoàn 201 (thành lập ngày 25/10/1970).
- Trung đoàn 429

## Chỉ huy và lãnh đạo qua các thời kỳ
Sư đoàn trưởng
- Đại tá Võ Văn Nam
- Đại tá Lê Xuân Thế (hiện nay giữ chức Tư lệnh Quân khu 7)
- Đại tá Trần Ngọc Minh (hiện nay giữ chức Phó Tư lệnh Quân khu 7)
- Đại tá Nguyễn Ngọc Kiên (hiện nay giữ chức Phó Tham mưu trưởng Quân khu 7)

Chính ủy
- Đại tá Nguyễn Văn Phụng
- Đại tá Thái Văn Hùng

## Khen thưởng
- Danh hiệu Anh hùng lực lượng vũ trang nhân dân (22/12/1979)
- Huân chương Bảo vệ Tổ quốc hạng Ba (2017, 2022)[2]